# No Satisfaction
No Satisfaction è un singolo del cantautore italiano Ermal Meta, pubblicato il 15 gennaio 2021 come primo estratto dal quarto album in studio Tribù urbana.

## Video musicale
Il videoclip, diretto da Andrea Folino, è stato pubblicato in concomitanza con il lancio del singolo attraverso il canale YouTube del cantante.

## Tracce
Testi di Ermal Meta, musiche di Ermal Meta e Roberto Cardelli.
1. No Satisfaction – 2:52

## Formazione
Musicisti
- Ermal Meta – voce, arrangiamento, sintetizzatore, cori
- Roberto Cardelli – arrangiamento, programmazione della batteria, sintetizzatore
- Cristian Milani – programmazione della batteria
- Simone Pavia – basso, chitarra

Produzione
- Ermal Meta – produzione, registrazione
- Cristian Milani – missaggio
- Antonio Baglio – mastering